# Denkmal für Johann Turmayr (Abensberg)

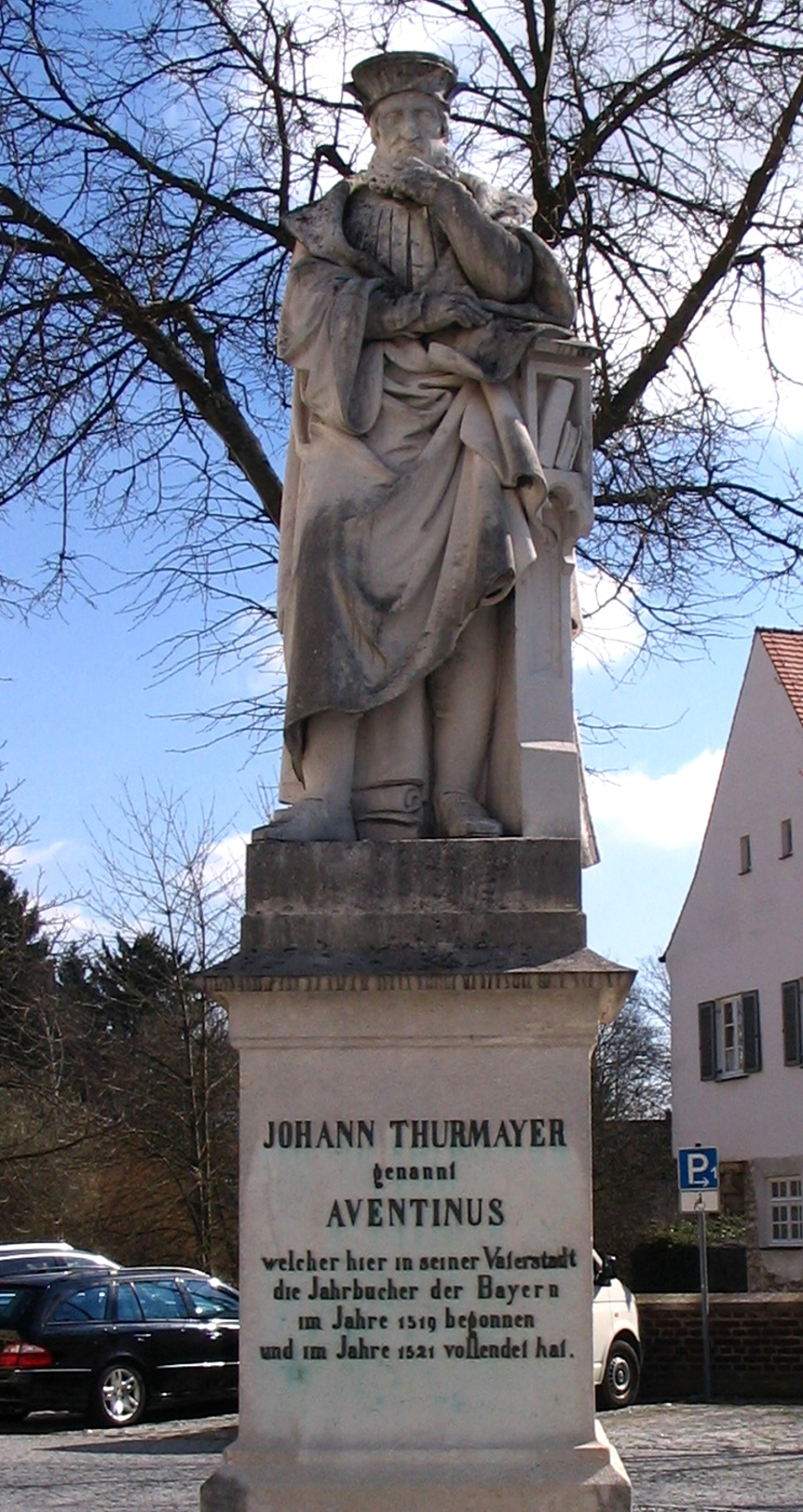
Denkmal für Johann Turmayr in Abensberg

Das Denkmal für Johann Turmayr, genannt Aventinus, in Abensberg, einer Stadt im niederbayerischen Landkreis Kelheim, wurde am 12. Oktober 1861 feierlich enthüllt. Das Denkmal auf dem Aventinusplatz ist ein geschütztes Baudenkmal.
Das Denkmal für den Historiker und Hofhistoriograph Johann Turmayr, der am 4. Juli 1477 in Abensberg geboren wurde, ist ein steinernes Standbild des Gelehrten in Renaissance-Tracht. Es wurde von Maximilian Puille, einem Schüler von Ludwig Schwanthaler, geschaffen.